# Amalie Arena
Amalie Arena is een arena in de Amerikaanse stad Tampa (Florida), die is gebruikt voor ijshockey, basketbal, voetbalwedstrijden en concerten. Het is de thuisbasis van de Tampa Bay Lightning van de National Hockey League.
Het gebouw stond oorspronkelijk bekend als het Ice Palace . In augustus 2002 werden de naamgevingsrechten van het gebouw verkocht aan de St. Petersburg Times, die in januari 2012 de Tampa Bay Times werd ; zo stond de arena van 2002 tot 2012 bekend als het St. Pete Times Forum en het Tampa Bay Times Forum (2012-2014). In september 2014 werd de arena omgedoopt tot Amalie Arena toen de naamgevingsrechten werden overgedragen aan Amalie Oil Company.

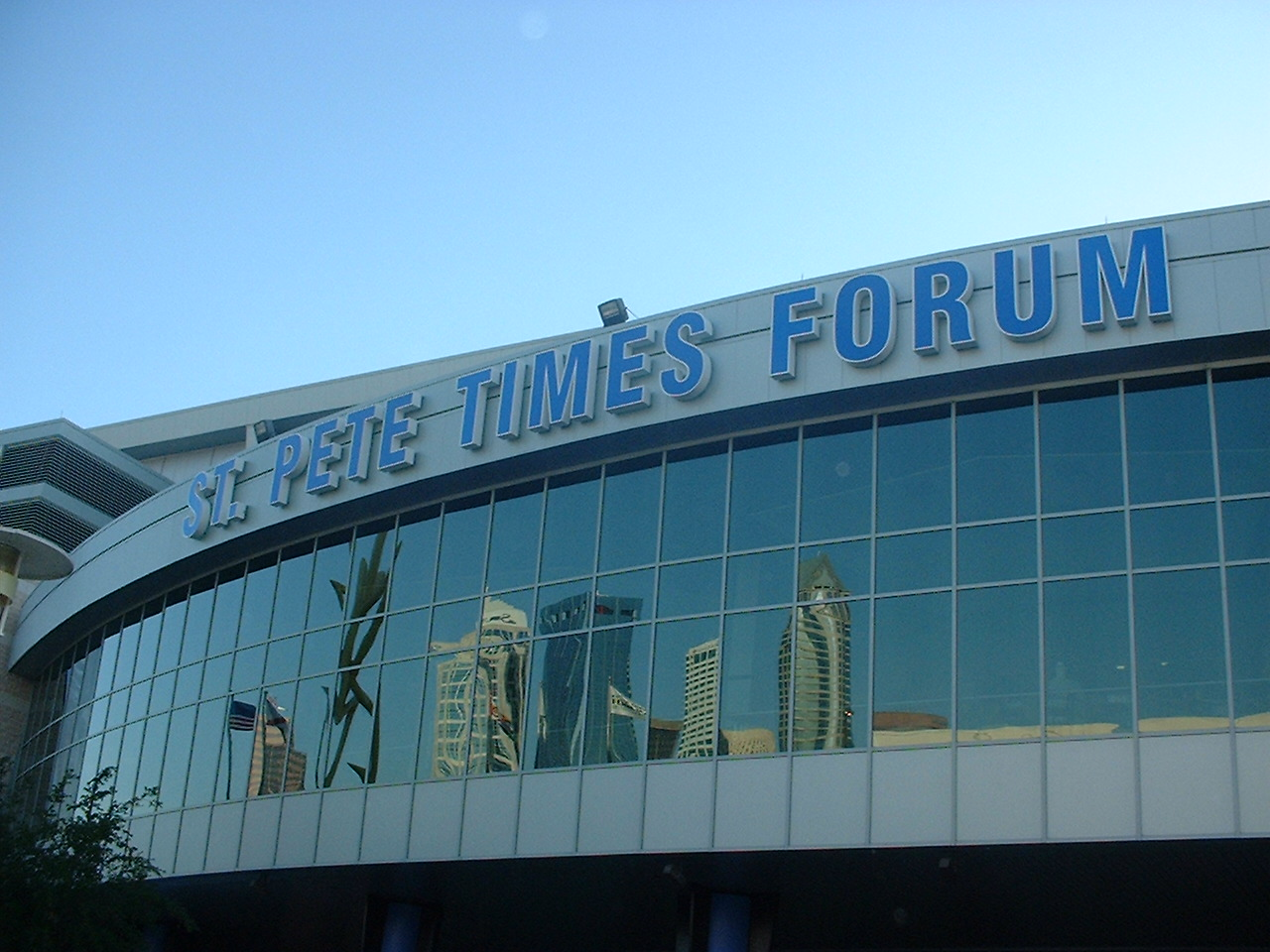
Buitenaanzicht in 2005
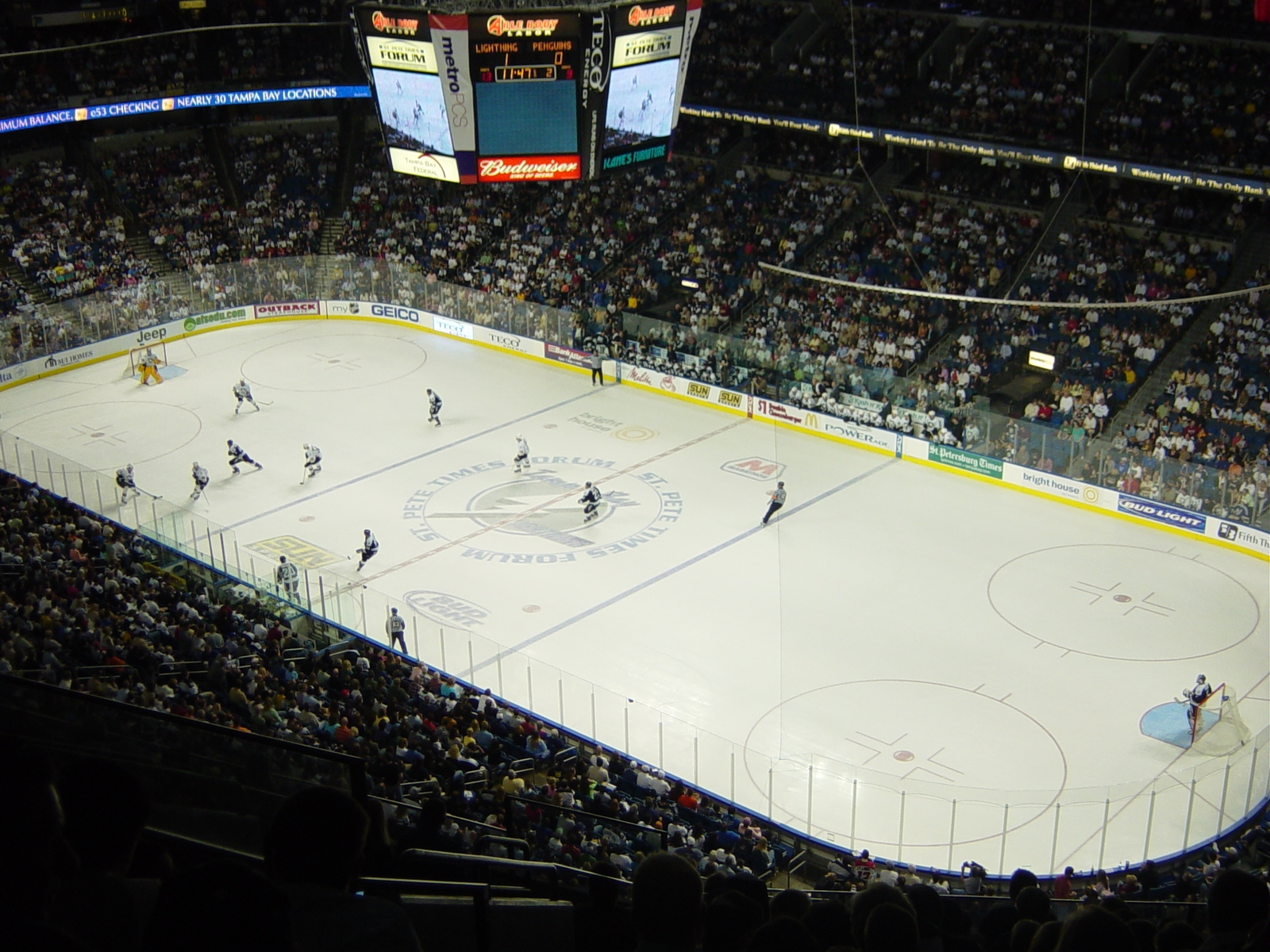
Binnen het St Pete Times Forum, 8 april 2006.
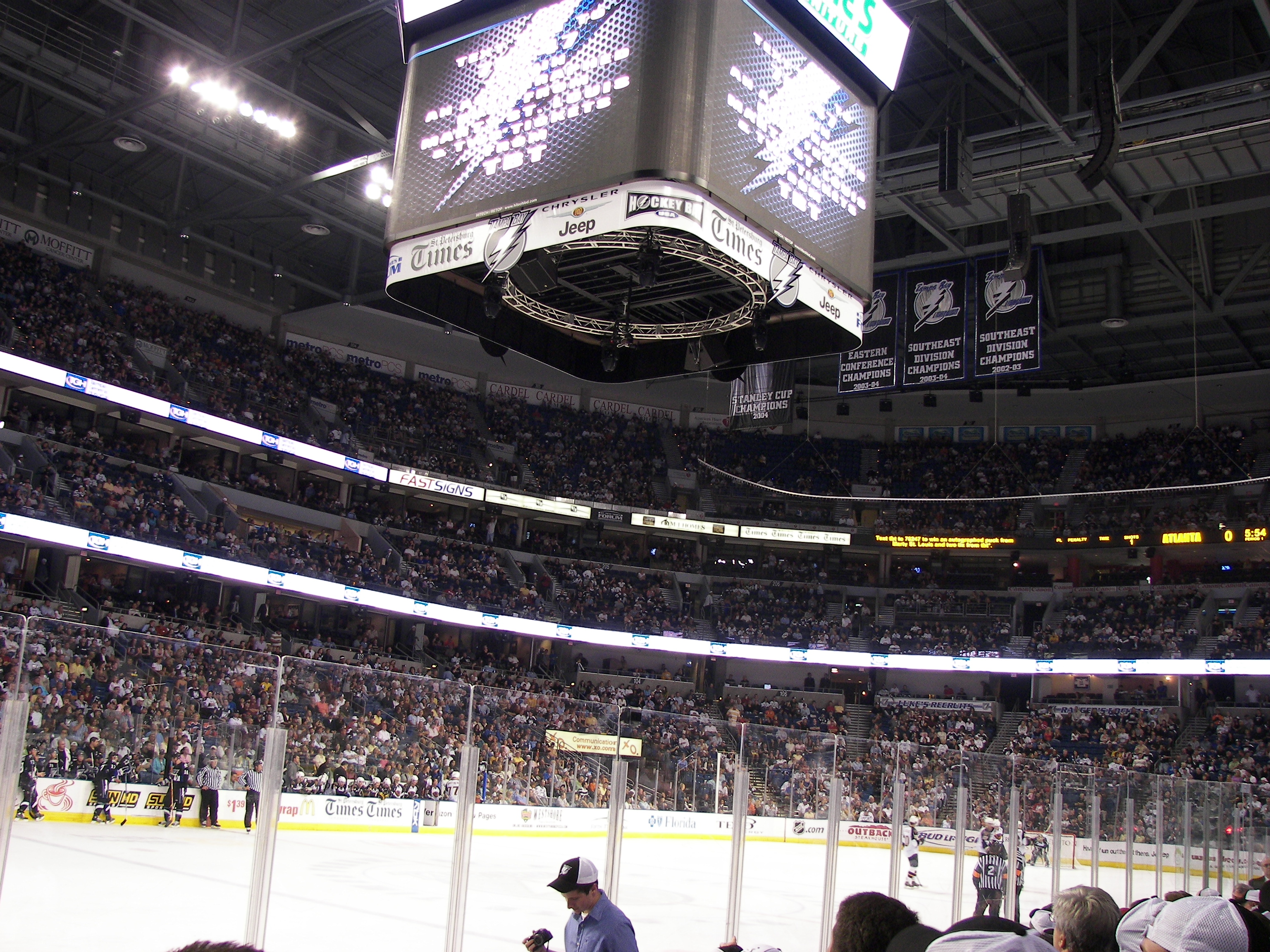
St Pete Times Forum interieur in 2007.
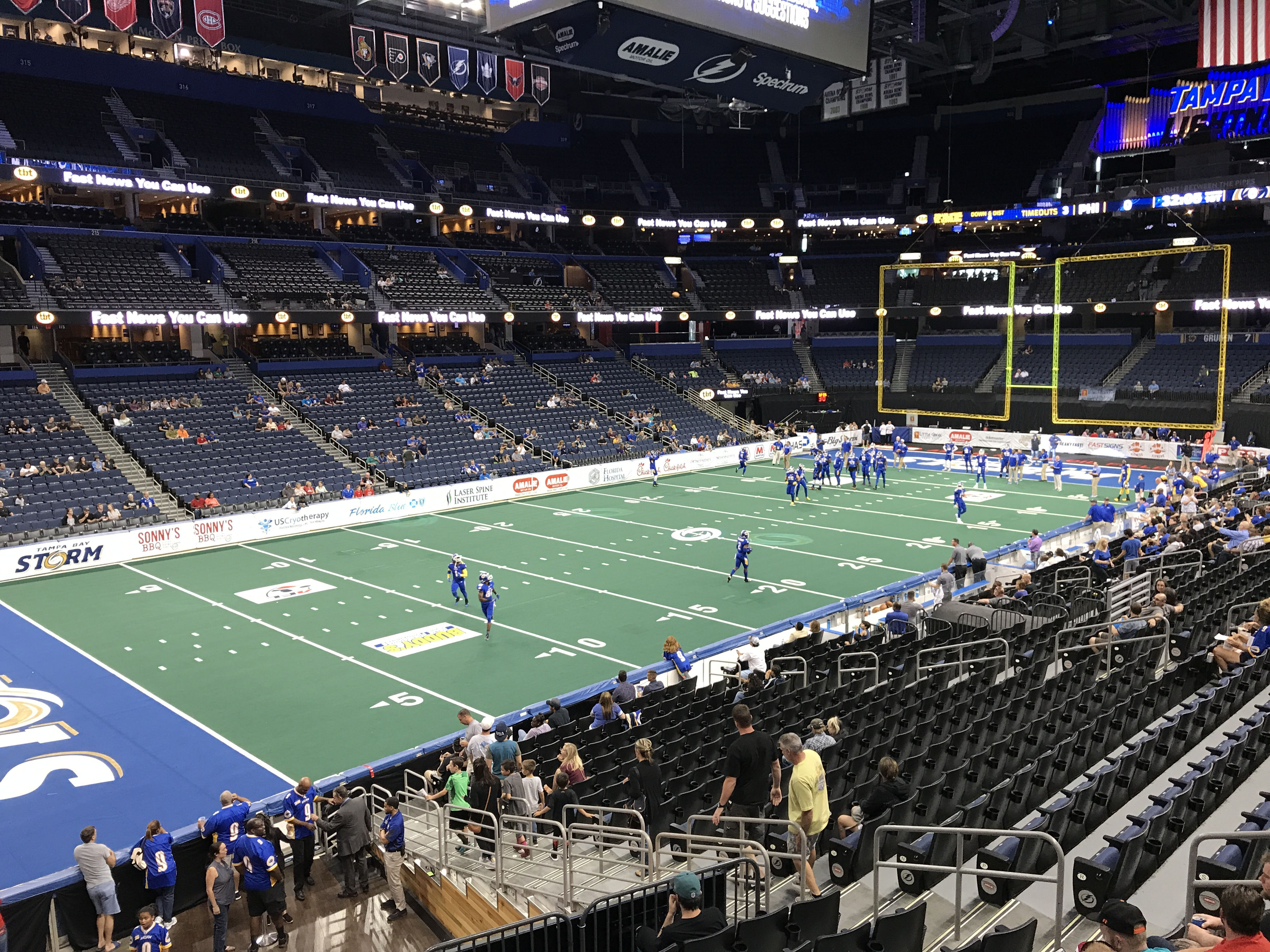
Interieur tijdens een Tampa Bay Storm- spel in 2017.